# Nothria lithobiformis
Nothria lithobiformis är en ringmaskart som först beskrevs av Fauchald 1982.  Nothria lithobiformis ingår i släktet Nothria och familjen Onuphidae. Inga underarter finns listade i Catalogue of Life.